# Geoff Petrie
Geoffrey Michael Petrie (ur. 17 kwietnia 1948 w Darby) – amerykański koszykarz, występujący na pozycji obrońcy, debiutant roku NBA, uczestnik spotkań gwiazd, działacz klubowy, dwukrotny menedżer roku.
Po opuszczeniu uczelni Princeton w 1970 przystąpił do draftu NBA. Został w nim wybrany z numerem 8 przez Portland Trail Blazers. podczas swojego pierwszego sezonu w NBA notował średnio 24,1 punktu, 4,6 asysty oraz 3,3 zbiórki. Był to najbardziej udany indywidualnie sezon w całej jego karierze. Pomimo iż Blazers zajęli ostatnie miejsce w dywizji, z wynikiem 29-53, Petrie otrzymał tytuł Debiutant Roku NBA (1971), wspólnie z zawodnikiem Celtics, Dave'em Cowensem. Został również zaliczony do NBA All-Rookie Team, natomiast jeszcze w trakcie sezonu zasadniczego powołano do go udziału w NBA All-Star Game, co warte podkreślenia jako ligowego debiutanta.
Został zaledwie siódmym debiutantem w historii NBA, który uzyskał w trakcie sezonu regularnego ponad 2000 punktów (2031) i jednocześnie drugim od czasów Oscara Robertsona.
Podczas rozgrywek 1972/73 ustanowił strzelecki rekord klubu Blazers, notując dwukrotnie po 51 punktów w konfrontacji z zespołem Houston Rockets (20.01.1973 w Houston oraz 16.03.1973 w Portland). Kolejnym rekordem organizacji okazało się 20 celnych rzutów z gry, uzyskanych podczas spotkań z Golden State Warriors (8.02.1973) i Philadelphia 76ers (20.03.1974). W meczu z Seattle SuperSonics (19.03.1971) trafił 18 z 21 rzutów wolnych, odnotowując jeszcze jeden rekord.
Przez kolejne lata kariery Petrie był wielokrotnie liderem strzeleckim Blazers na przemian z Sidneyem Wicksem, a w 1974 został po raz kolejny wybrany do udziału w meczu gwiazd, tym razem do składu podstawowego. Zespół w miarę regularnie zajmował ostatnie miejsca w tabeli Dywizji Pacyfiku.
5 sierpnia 1976 Petrie wraz ze Steve'em Hawesem został wymieniony do klubu z Atlanty, w zamian za Maurice'a Lucasa – drugi wybór ABA dispersal draftu. Nie było mu dane jednak rozegrać ani jednego spotkania w barwach Hawks. Z powodu kontuzji kolana zakończył definitywnie sportową karierę.
Po opuszczeniu ligi pracował przez kilka lat w sektorze prywatnym. Do NBA powrócił w 1985. Przez kilka kolejnych lat pełnił rozmaite funkcje w klubie Blazers m.in. komentatora radiowego oraz wiceprezydenta do spraw organizacyjnych. Na ostatnie z wymienionych stanowisk został zatrudniony w 1994 przez Sacramento Kings. Za swoje osiągnięcia na rzecz klubu został wyróżniony dwukrotnie tytułem 2-krotny Menedżera Roku NBA w 1999 oraz 2001. 29 grudnia 2009 podpisał trzyletnie przedłużenie umowy z kalifornijskim zespołem. 13 czerwca 2013 jego stanowisko objął Pete D'Alessandro.

## Osiągnięcia

### NCAA
- Uczestnik turnieju NCAA (1969)
- Mistrz sezonu regularnego Ivy League (1968, 1969)
- Wybrany do:
  - I składu All-Ivy (1969)
  - II składu All-Ivy (1970)
- Lider strzelców Ivy League (1969 – 23,9 punktu – wyłącznie spotkania ten samej konferencji)

### NBA
- Debiutant roku NBA (1971)[4]
- Uczestnik meczu gwiazd:
  - NBA (1971, 1974)[11]
  - Legend NBA (1987)[12]
- Wybrany do I składu debiutantów NBA (1971)[5]
- Klub Portland Trail Blazers zastrzegł należący do niego w numer 45[13]

### Menedżer
- 2-krotny Menedżer Roku (1999, 2001)[1]